# Robert Lach
Robert Lach, född 29 januari 1874 i Wien, död 11 september 1958 i Salzburg, var en österrikisk musikolog och tonsättare. 
Lach var ursprungligen jurist, men övergick till musikvetenskapen, inom vilken han var lärjunge till Richard Wallaschek och Guido Adler. Efter olika mindre studier under en flerårig vistelse (av hälsoskäl) i södern, utgav Lach det uppseendeväckande verket Studien zur Entwicklungsgeschichte der ornamentalen Melopōie (1913). Han var föreståndare för musikavdelningen i Wiens bibliotek och framträdde även både som poet och tonsättare. Bland hans kompositioner märks körverk, teatermusik, en symfoni och kammarmusik.